# Đại học Nhà nước Abkhazia
Đại học Nhà nước Abkhazia là viện đại học duy nhất của Abkhazia, một lãnh thổ còn tranh cãi của Gruzia. Đại học Nhà nước Abkhazia được thành lập năm 1979 trên cơ sở Viện Sư phạm Sukhumi. Hiệu trưởng đầu tiên của trường là Zurab Anchabadze.
Đại học Nhà nước Abkhazia bao gồm các khoa vật lý và toán học, sinh học và địa lý, lịch sử, ngữ văn, kinh tế, luật; khoa sư phạm và kỹ thuật nông nghiệp.
Là trường đại học đầu tiên của Abkhazia, Viện Sư phạm-Nông nghiệp Sukhumi được thành lập năm 1932 và được đổi thành Viện Sư phạm Maxim Gorky năm học sau đó. Sau các cuộc tuần hành và biểu tình năm 1978, nó viện được chuyển đổi thành Đại học Nhà nước Abkhazia với các phân ban dạy bằng tiếng Abkhaz, Gruzia và Nga. Năm 1989, sinh viên Gruzia yêu cầu phân ban dạy bằng tiếng Gruzia nên được chuyển thành một phân viện của Đại học Nhà nước Tbilisi. Điều này đã bị sinh viên Abkhaz phản đối và cuối cùng dẫn đến cuộc đụng độ trong thành phố.
Năm 2018, các giáo sư của Đại học Nhà nước Abkhazia đã đến thăm Hoa Kỳ trong chương trình trao đổi. Các nhân viên của trường đại học đã đến thăm Đại học Bang Arizona, Đại học Bang San Diego, Đại học Rutgers, Đại học Bách khoa Virginia, Đại học Bang Pennsylvania, Đại học Maryland, College Park và Bộ Nông nghiệp Hoa Kỳ.
Năm 2020, Đại học Nhà nước Abkhazia đã thiết lập khuôn khổ Great Caucasus cùng với Đại học Kiến trúc và Xây dựng Quốc gia Armenia, Đại học Liên bang Bắc-Kavkaz của Nga và Đại học Nhà nước Nam Ossetia. Bốn trường đại học sẽ tăng cường hợp tác và truyền bá việc sử dụng tiếng Nga.